# Мексиканская коммунистическая партия
Мексиканская коммунистическая партия (исп. Partido Comunista Mexicano) — мексиканская левая политическая партия, основанная в 1919 году, когда под влиянием большевистской революции в России местная Социалистическая рабочая партия (Partido Socialista Obrero, существовавшая с 1917 года) приняла решение о вступлении в Коминтерн и смене названия.
Её членами были такие знаменитые деятели культуры, как Диего Ривера, Фрида Кало, Давид Альфаро Сикейрос (первые откололись как сторонники троцкизма, но впоследствии вернулись в партию, последний был их сталинистским оппонентом), а в создании принял участие Манабендра Рой. Кроме того, активист партии Виктор Тирадо стал членом национального руководства СФНО.

## История
В 1924—1925 годах при участии МКП была образована Антиимпериалистическая лига Америки, в 1926 году — Национальная крестьянская лига, а в 1929 году — Мексиканская унитарная профсоюзная конфедерация (КСУМ) и Рабоче-крестьянский блок. С 1925 года развернулись преследования против коммунистов, продолжавшиеся при Плутарко Элиаса Кальесе. В июне 1929 года была объявлена вне закона и легализована только при левонастроенном президенте Ласаро Карденасе в 1936 году. В это время МКП и связанные с ней группы организовали ряд значительных рабочих и крестьянских выступлений.
Однако в 1946 году партия потеряла свою регистрацию (поскольку её членство было оценено ниже 30 000 как минимум в 21 из 31 мексиканских штатов и Федеральном округе, как того требовало новое законодательство), а изнутри её сотрясали кризисы, связанные со спорами выразителей промосковской линии и сторонников лидера КП США Эрла Браудера. Оправившись от кризисов, в последующие три десятилетия партия сохраняла некоторое влияние в среде столичной интеллигенции и Конфедерации трудящихся Мексики. Однако и тут она уступала другой левой силе — Социалистической народной партии (СНП), созданной в 1948 году деятелем рабочего и марксистского движения Висенте Ломбардо Толедано и перешедшей в 1960 году к марксизму-ленинизму. В течение следующих десятилетий МКП сохраняла некоторое влияние в Конфедерации трудящихся Мексики (КТМ) и среди интеллигенции Мехико. 
Приняла «еврокоммунистическую» позицию: на XIX съезде МКП были внесены доктринальные изменения в партийные документы, которые осуждали советский милитаризма наряду с американским и расширили традиционную борьбу за освобождение рабочего класса, включив в неё экологические и феминистские требования, защиту прав духовенства и ЛГБТ-людей). В 1976 году партия выдвинула Валентина Кампу своим кандидатом на пост президента, неофициально конкурируя с Хосе Лопесом Портильо. После избирательной реформы 1977 года, снизившей барьер для партий, МКП вернула себе временную регистрацию для участия в промежуточных выборах 1979 года. 
7 ноября 1981 года компартия Мексики, согласно решений XX съезда МКП (15-18 октября 1981) об объединении с другими левыми политическими партиями и организациями «с целью создания массовой революционной партии мексиканских трудящихся», объединилась с некоторыми другими левыми партиями (Движение социалистического действия и единства, Партия мексиканского народа, Революционная социалистическая партия и Движение народного действия) в Объединённую социалистическую партию Мексики. В 1987 году она объединилась с Мексиканской партией трудящихся и более умеренными левыми группами в Мексиканскую социалистическую партию, а затем большинство мексиканских коммунистов участвовали в президентской кампании Куаутемока Карденаса в 1988 году и затем участвовали в создании Партии демократической революции в 1989 году. Несогласные с данными решениями вместе с некоторыми членами СНП учредили в 1994 году Партию коммунистов Мексики (ныне Коммунистическая партия Мексики) на марксистско-ленинских позициях.

## Съезды Мексиканской коммунистической партии
Все съезды состоялись в г. Мехико.
- 1-й съезд — декабрь 1921;
- 2-й съезд — 1923;
- 3-й съезд — 7-12 апреля 1925;
- 4-й съезд — 17-21 мая 1926;
- 5-й съезд — 1927;
- 6-й съезд — 21-28 января 1937;
- 7-й съезд — январь-февраль 1939;
- Чрезвычайный съезд — 19-24 марта 1940;
- 8-й съезд — май 1941;
- 9-й съезд — март 1944;
- 10-й съезд — 24 ноября — 1 декабря 1947;
- 11-й съезд — 20-25 ноября 1950;
- 12-й съезд — ноябрь 1954;
- 13-й съезд — 27-31 мая 1960;
- 14-й съезд — 19-23 декабря 1963;
- 15-й съезд — 18-22 июня 1967;
- 16-й съезд — октябрь-ноябрь 1973;
- 17-й съезд — 9-14 декабря 1975;
- 18-й съезд — 23-28 мая 1977;
- 19-й съезд — 9-15 марта 1981.

## Генеральные секретари МКП
- 1919–1921 — Хосе Аллен
- 1921–1924 — коллективное руководство (Хосе Аллен, Хосе Валадес, Мануэль Диас Рамирес)
- 1924–1929 — Рафаэль Каррильо Аспейтия
- 1929–1940 — Эрнан Лаборде
- 1940–1959 — Дионисио Энсина
- 1959–1963 — коллективное руководство
- 1963–1981 — Арнольдо Мартинес Вердуго